# Pseudobalistes
Pseudobalistes – rodzaj morskich ryb rogatnicowatych.

## Klasyfikacja
Gatunki zaliczane do tego rodzaju:

Pseudobalistes flavimarginatus
- Pseudobalistes fuscus
- Pseudobalistes naufragium

- Pseudobalistes fuscus